# Linea M14 (metropolitana di Istanbul)
La linea M14 della metropolitana di Istanbul, ufficialmente denominata linea metropolitana M14 Altunizade - Kazım Karabekir (in turco M14 Altunizade - Kazım Karabekir metro hattı), è una linea di trasporto rapido lunga 7,3 km della Metropolitana di Istanbul, in Turchia. Essa è situata sul lato anatolico della città, con capolinea ad Altunizade e Kâzım Karabekir, attualmente in costruzione.

## Storia
Quando il progetto è stato reso noto inizialmente, è stato affermato che la linea della metropolitana sarebbe stata costruita come una mini linea metropolitana tra Kısıklı e la Moschea di Çamlıca, proprio come la linea della metropolitana M6 Levent - Boğaziçi University - Hisarüstü. In seguito è stato tuttavia annunciato che il progetto è stato cancellato. Dopo che la municipalità metropolitana di Istanbul ha annunciato l'annullamento del progetto, il Ministero dei trasporti e delle infrastrutture ha rivisto il progetto per renderlo una linea metropolitana standard e ha intrapreso la sua implementazione.